# ظاهر خان
ظاهر خان (20 ديسمبر 1998 بأفغانستان - ) هو لاعب كريكت أفغاني. شارك مع منتخب أفغانستان للكريكت. أما مع النوادي، فقد لعب مع Rangpur Riders ‏.

## وصلات خارجية
- ظاهر خان على موقع إي آس بي آن كريك إنفو (الإنجليزية)